# Cincinnati Masters 2008 - Qualificazioni singolare maschile
Le qualificazioni del singolare maschile del Cincinnati Masters 2008 sono state un torneo di tennis preliminare per accedere alla fase finale della manifestazione. I vincitori dell'ultimo turno sono entrati di diritto nel tabellone principale. In caso di ritiro di uno o più giocatori aventi diritto a questi sono subentrati i lucky loser, ossia i giocatori che hanno perso nell'ultimo turno ma che avevano una classifica più alta rispetto agli altri partecipanti che avevano comunque perso nel turno finale.
Le qualificazioni del torneo Cincinnati Masters  2008 prevedevano 28 partecipanti di cui 7 sono entrati nel tabellone principale.

## Teste di serie
1. Arnaud Clément (ultimo turno)
2. Chris Guccione (Qualificato)
3. Wayne Odesnik (primo turno)
4. Benjamin Becker (Qualificato)
5. Kevin Anderson (Qualificato)
6. Paul Capdeville (ultimo turno)
7. Jonas Björkman (Qualificato)

1. Rajeev Ram (ultimo turno)
2. Michael Yani (Qualificato)
3. Andrea Stoppini (Qualificato)
4. Jun Woong-sun (ultimo turno)
5. Víctor Estrella Burgos (Qualificato)
6. George Bastl (primo turno)
7. Todd Widom (ultimo turno)

## Qualificati
1. Andrea Stoppini
2. Chris Guccione
3. Michael Yani
4. Benjamin Becker

1. Kevin Anderson
2. Víctor Estrella Burgos
3. Jonas Björkman

## Tabellone

### Legenda
| - Q = Qualificato - WC = Wild card - LL = Lucky loser | - ALT = Alternate - SE = Special Exempt - PR = Protected Ranking | - w/o = Walkover - r = Ritirato - d = Squalificato |

### Sezione 1
|  | Primo turno | Primo turno      | Primo turno      | Primo turno | Primo turno |  |  | Ultimo turno | Ultimo turno    | Ultimo turno    | Ultimo turno | Ultimo turno |  |
|  |             |                  |                  |             |             |  |  |              |                 |                 |              |              |  |
|  | 1           | Arnaud Clément   | Arnaud Clément   | 6           | 6           |  |  |              |                 |                 |              |              |  |
|  |             | Alberto Francis  | Alberto Francis  | 2           | 4           |  |  | 1            | Arnaud Clément  | Arnaud Clément  | 4            | 4            |  |
|  | 10          | Andrea Stoppini  | Andrea Stoppini  | 6           | 7           |  |  | 10           | Andrea Stoppini | Andrea Stoppini | 6            | 6            |  |
|  |             | Toshihide Matsui | Toshihide Matsui | 4           | 5           |  |  |              |                 |                 |              |              |  |

### Sezione 2
|  | Primo turno | Primo turno    | Primo turno    | Primo turno | Primo turno |  |  | Ultimo turno | Ultimo turno   | Ultimo turno   | Ultimo turno | Ultimo turno |  |
|  |             |                |                |             |             |  |  |              |                |                |              |              |  |
|  | 2           | Chris Guccione | Chris Guccione | 6           | 6           |  |  |              |                |                |              |              |  |
|  |             | Farruch Dustov | Farruch Dustov | 4           | 3           |  |  | 2            | Chris Guccione | Chris Guccione | 6            | 6            |  |
|  | 11          | Jun Woong-sun  | Jun Woong-sun  | 7           | 6           |  |  | 11           | Jun Woong-sun  | Jun Woong-sun  | 4            | 3            |  |
|  |             | Denes Lukacs   | Denes Lukacs   | 64          | 1           |  |  |              |                |                |              |              |  |

### Sezione 3
|  | Primo turno | Primo turno    | Primo turno    | Primo turno | Primo turno |  |  | Ultimo turno | Ultimo turno  | Ultimo turno | Ultimo turno | Ultimo turno |  |
|  |             |                |                |             |             |  |  |              |               |              |              |              |  |
|  |             | Scott Oudsema  | 6              | 3           | 6           |  |  |              |               |              |              |              |  |
|  | 3           | Wayne Odesnik  | 4              | 6           | 2           |  |  |              | Scott Oudsema | 7            | 1            | 5            |  |
|  | 9           | Michael Yani   | Michael Yani   | 6           | 6           |  |  | 9            | Michael Yani  | 63           | 6            | 7            |  |
|  |             | Rhyne Williams | Rhyne Williams | 1           | 2           |  |  |              |               |              |              |              |  |

### Sezione 4
|  | Primo turno | Primo turno     | Primo turno     | Primo turno | Primo turno |  |  | Ultimo turno | Ultimo turno    | Ultimo turno    | Ultimo turno | Ultimo turno |  |
|  |             |                 |                 |             |             |  |  |              |                 |                 |              |              |  |
|  | 4           | Benjamin Becker | Benjamin Becker | 6           | 6           |  |  |              |                 |                 |              |              |  |
|  |             | Ti Chen         | Ti Chen         | 3           | 4           |  |  | 4            | Benjamin Becker | Benjamin Becker | 7            | 6            |  |
|  |             | George Bastl    | 6               | 4           | 6           |  |  |              | George Bastl    | George Bastl    | 6(1)         | 1            |  |
|  | 13          | Alex Kuznetsov  | 3               | 6           | 3           |  |  |              |                 |                 |              |              |  |

### Sezione 5
|  | Primo turno | Primo turno    | Primo turno    | Primo turno | Primo turno |  |  | Ultimo turno | Ultimo turno   | Ultimo turno | Ultimo turno | Ultimo turno |  |
|  |             |                |                |             |             |  |  |              |                |              |              |              |  |
|  | 5           | Kevin Anderson | Kevin Anderson | 6           | 6           |  |  |              |                |              |              |              |  |
|  |             | Phillip King   | Phillip King   | 4           | 4           |  |  | 5            | Kevin Anderson | 68           | 6            | 7            |  |
|  | 14          | Todd Widom     | Todd Widom     | 6           | 6           |  |  | 14           | Todd Widom     | 7            | 2            | 63           |  |
|  |             | Artem Sitak    | Artem Sitak    | 3           | 1           |  |  |              |                |              |              |              |  |

### Sezione 6
|  | Primo turno | Primo turno            | Primo turno            | Primo turno | Primo turno |  |  | Ultimo turno | Ultimo turno           | Ultimo turno           | Ultimo turno | Ultimo turno |  |
|  |             |                        |                        |             |             |  |  |              |                        |                        |              |              |  |
|  | 6           | Paul Capdeville        | Paul Capdeville        | 6           | 6           |  |  |              |                        |                        |              |              |  |
|  |             | Ryan Harrison          | Ryan Harrison          | 4           | 2           |  |  | 6            | Paul Capdeville        | Paul Capdeville        | 5            | 0            |  |
|  | 12          | Víctor Estrella Burgos | Víctor Estrella Burgos | 6           | 6           |  |  | 12           | Víctor Estrella Burgos | Víctor Estrella Burgos | 7            | 6            |  |
|  |             | Rohan Bopanna          | Rohan Bopanna          | 4           | 4           |  |  |              |                        |                        |              |              |  |

### Sezione 7
|  | Primo turno | Primo turno    | Primo turno    | Primo turno | Primo turno |  |  | Ultimo turno | Ultimo turno   | Ultimo turno   | Ultimo turno | Ultimo turno |  |
|  |             |                |                |             |             |  |  |              |                |                |              |              |  |
|  | 7           | Jonas Björkman | Jonas Björkman | 6           | 6           |  |  |              |                |                |              |              |  |
|  |             | Chase Buchanan | Chase Buchanan | 2           | 3           |  |  | 7            | Jonas Björkman | Jonas Björkman | 6            | 6            |  |
|  | 8           | Rajeev Ram     | Rajeev Ram     | 6           | 7           |  |  | 8            | Rajeev Ram     | Rajeev Ram     | 2            | 2            |  |
|  |             | Erik Chvojka   | Erik Chvojka   | 2           | 6           |  |  |              |                |                |              |              |  |